# 王安順
王 安順（おう あんじゅん、1957年12月 - ）は、中国の政治家。旧石油局の出身で、石油・エネルギー権益を握る曽慶紅や周永康の直系と言われる。河南省輝県出身。

## 学歴
- 南開大学卒業。経済学修士、経済師[2]。

## 経歴
- 1984年3月 - 中国共産党入党

- 1975年7月以降、地鉱部華北石油地質局第四物探大隊団委書記、副大隊長、大隊長、吉林省石油勘探指揮所党委書記、主任，華北石油地質局副局長、石油海洋地質局副局長、東北石油地質局党委書記、局長；地鉱部人事司副司長、司長；中華人民共和国国土資源部人事教育司司長を歴任。

- 1999年7月—2001年9月 - 甘粛省委常委、省委組織部部長

- 2001年9月—2003年4月 - 甘粛省から上海へ異動し、上海市委常委、市委組織部部長となる

- 2003年 - 中共上海市委副書記に昇進、組織部部長兼任となる

- 2003年6月—2003年7月 - 上海市委副書記、市委組織部部長、市委党校校長(2003年6月兼任中国浦東幹部学院第一副院長)

- 2003年7月 — 2004年4月 - 上海市委副書記、市委組織部部長、市委党校校長、市政府国有資産監督管理委員会党委書記

- 2004年4月 - 2007年3月 - 上海市委副書記、市委党校校長、市政府国有資産監督管理委員会党委書記

- 2007年3月31日北京市市委委員、常委、副書記に異動となる(2007年3月から2007年5月まで北京市委副書記、政法委書記)

- 2007年5月 - 2008年2月 - 北京市委副書記、政法委書記、市委党校校長、北京行政学院院長

- 2008年2月 - 2008年12月 - 北京市委副書記、政法委書記、教育工委書記、市委党校校長、北京行政学院院長

- 2008年12月 - 2009年11月 - 北京市委副書記、政法委書記、市委党校校長、北京行政学院院長

- 2009年11月 - 北京市委副書記、政法委書記、教育工委書記、市委党校校長、北京行政学院院長

- 2011年1月 - 北京市政協主席に当選する[3]。

- 2012年7月25日 - 北京市市長代行兼副市長に就任、中共北京市人民政府党組書記に昇任[4]。

- 2013年1月28日 - 北京市長に選出[5]。

- 2016年10月31日 - 北京市長を辞職。蔡奇国家安全委員会弁公室副主任が代理市長に就任する人事を決定[6]。

- 2018年3月 - 国務院発展研究中心副主任に就任（正部長クラス）。

## 発言
- 2015年1月に北京の大気汚染が深刻化しているため「北京は住むのに適さない」と述べ波紋を広げた[7]。